# Giuseppe Gandini (attore)
Giuseppe Gandini (Ferrara, 5 marzo 1972) è un attore italiano.

## Biografia
Inizia a lavorare come attore per la TV e per il cinema fin da giovane. Nel 1996 è nel cast della miniserie di Rai 1 Positano. Nel 1998 recita nel film Viola bacia tutti di Giovanni Veronesi e in La cena di Ettore Scola, che gli varrà il Nastro d'argento al migliore attore non protagonista del 1999, attribuito per l'occasione a tutto il cast del film.
In seguito lavora a numerose pellicole cinematografiche ed a varie serie televisive, oltre a recitare in vari spettacoli teatrali. Dal 2007 è tra i protagonisti, con il ruolo di Leopoldo, di 7 vite, la prima sit-com girata dal vivo in Italia, trasmessa su Rai 2. Fa parte anche del cast della seconda stagione della sit-com, in onda nel 2009.

## Filmografia

### Cinema
- La cena, regia di Ettore Scola (1998)
- Viola bacia tutti, regia di Giovanni Veronesi (1998)
- Fortezza Bastiani, regia di Michele Mellara e Alessandro Rossi (2002)
- La meglio gioventù, regia di Marco Tullio Giordana (2003)
- Volevo solo dormirle addosso, regia di Eugenio Cappuccio (2004)
- Last Food, regia di Daniele Cini (2004)
- Il ponte, regia di Stefano Missio (2005)
- Manuale d'amore, regia di Giovanni Veronesi (2005)
- Mangia prega ama, regia di Ryan Murphy (2010)
- Febbre da fieno, regia di Laura Luchetti (2011)
- Io rom romantica, regia di Laura Halilovic (2014)
- Presto farà giorno, regia di Giuseppe Ferlito (2014)
- L'oro del Reno, regia di Lorenzo Pullega (2025)

### Televisione
- Positano, regia di Vittorio Sindoni - Miniserie TV - Rai 1 (1996)
- Non lasciamoci più, regia di Vittorio Sindoni - Serie TV - Rai Uno (1999-2000)
- Stiamo bene insieme, regia di Vittorio Sindoni - Serie TV - Rai Uno (2000)
- Regina dei fiori, regia di Vittorio Sindoni - Serie TV - Rai Uno (2005)
- Distretto di Polizia 6, regia di Antonello Grimaldi - Serie TV - Canale 5, 10 episodi (2006)
- Gino Bartali - L'intramontabile, regia di Alberto Negrin - Miniserie TV - Rai Uno (2006)
- Butta la luna, regia di Vittorio Sindoni - (2006-2007)
- 7 vite, regia di Franco Bertini, Marco Limberti e Monica Massa - Sit-com - 50 episodi - Rai Due (2007-2009)
- L'ispettore Coliandro, regia dei Manetti Bros. - Serie TV - Rai Due (2008)
- Tutti i padri di Maria - Miniserie TV - Rai Uno (2010)
- Un medico in famiglia 7 - Fiction TV - Rai Uno (2011) - Ultimo episodio
- I Cesaroni 5 - Serie TV - Canale 5 (2012) - episodio 5x11
- Il peccato e la vergogna 2 - Serie TV - Canale 5 (2014)
- Catturandi - Nel nome del padre - Serie TV - Rai Uno (2016)
- 1993, regia di Giuseppe Gagliardi - Serie TV - Sky Atlantic (2017)
- Mia and Me - Fiction TV - Rai Gulp (2017)
- 1994, regia di Giuseppe Gagliardi - Serie TV - Sky Atlantic, ep. 3x04, 3x06 (2019)
- I Medici - Nel nome della famiglia (Medici: The Magnificent) – Serie TV - Rai Uno, ep. 3x02 (2019)
- Curon, regia di Fabio Mollo e Lyda Patitucci – Serie TV - Netflix, 5 episodi (2020)
- Libera, regia di Gianluca Mazzella – Serie TV - Rai 1, episodi 1x05-1x08 (2024)